# Gearksutita
La gearksutita és un mineral de la classe dels halurs. Rep el seu nom del grec γή, terra, i arksutite (un mineral també conegut amb el nom de chiolita), en al·lusió al caràcter terrenal del material.

## Característiques
La gearksutita és un halur de fórmula CaAlF₄(OH)(H₂O). Es tracta d'una complexa sal d'alumini mineral, estructuralment similar a l'artroeïta. Cristal·litza en el sistema triclínic. El seu hàbit acostuma a ser massiu, nodular o terrós, format principalment per agulles molt petites, i de color blanc. La seva duresa és 2 a l'escala de Mohs, la mateixa que la del guix. La seva ratlla és blanca, del mateix color que el mineral, i la seva exfoliació és imperfecta.
Segons la classificació de Nickel-Strunz, la gearksutita pertany a «03.CC - Halurs complexos. Soroaluminofluorurs.» juntament amb els següents minerals: acuminita, tikhonenkovita, artroeïta, calcjarlita, jarlita i jørgensenita.

## Formació i jaciments
La gearksutita es troba en granits i pegmatites granítiques; pot ser formada degut a l'alteració hidrotermal a baixa temperatura de roques aluminoses per aigües termals que contenen fluor. Pot trobar-se juntament amb criolita, thomsenolita, sel·laïta, pachnolita, ralstonita, weberita i fluorita.

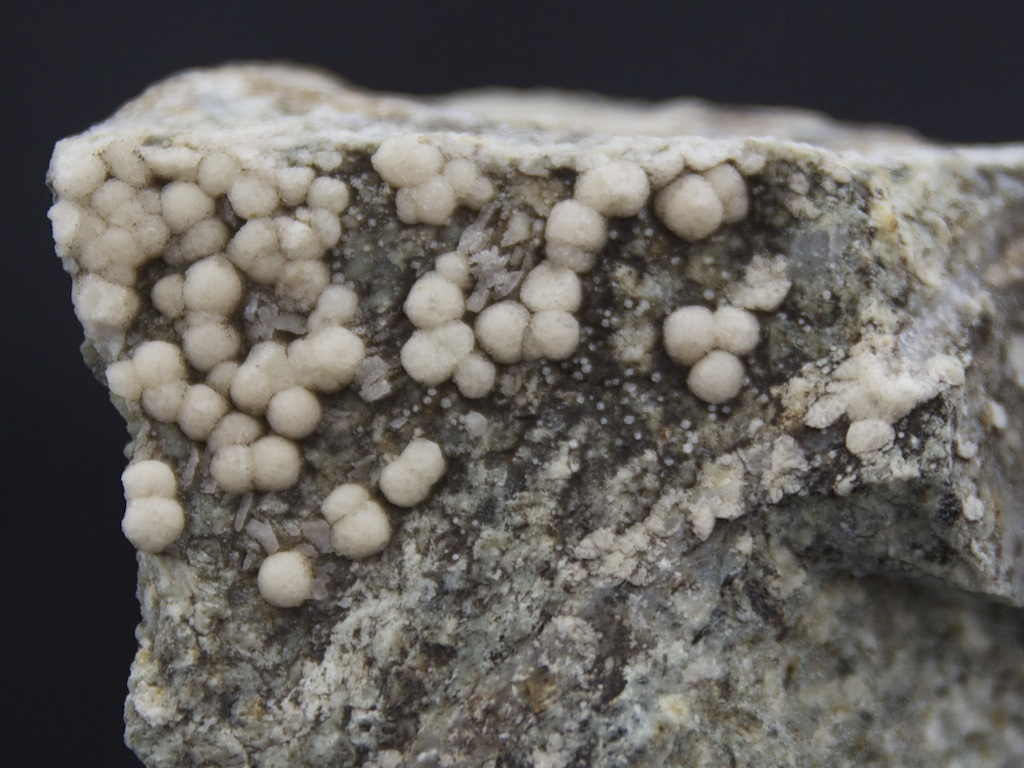
Fluorita globular blanca de Santa Coloma de Gramenet, etiquetada erròniament als anys 60 com a Gearksutita

Als territoris de parla catalana ha estat descrita a la mina Maria Magdalena (Ulldemolins, Tarragona), i a les mines de Can Magre (Vidreres, Girona).Als territoris de parla catalana ha estat descrita a les mines de Can Magre (Vidreres, Girona).
En els anys 60, diversos col·leccionistes van trobar agregats globulars blancs a Singuerlín (Santa Coloma de Gramenet, Barcelona) erròniament analitzats i etiquetats com a gearksutita. Anàlisis recents han indicat que aquests exemplars eren en realitat fluorita.